# Tempestade tropical Sinlaku (2020)
A tempestade tropical Sinlaku foi um ciclone tropical fraco, mas mortal, que afetou o Vietnã, a Tailândia e o Laos em agosto de 2020. Começando como uma depressão tropical em 31 de julho no Mar da China Meridional, Sinlaku foi a quinta tempestade da temporada de tufões de 2020 no Pacífico. Ele gradualmente se organizou conforme tomou um curso lento de oeste-noroeste, tornando-se uma tempestade tropical no dia seguinte, apesar de sua estrutura de monções. A tempestade posteriormente atingiu o Vietnã como uma tempestade tropical ampla, mas fraca. A interação persistente com a terra enfraqueceu Sinlaku, levando à sua dissipação em 3 de agosto.
Sinlaku trouxe fortes chuvas de monções para grande parte do Sudeste Asiático, especialmente para o Vietnã, Laos e Tailândia. Duas pessoas foram mortas no Vietnã e duas pessoas foram mortas na Tailândia.

## História meteorológica
No final de julho de 2020, uma área de convecção atmosférica começou a persistir aproximadamente 410 km (255 mi) a leste de Virac, Catanduanes . Posteriormente, o Joint Typhoon Warning Center (JTWC) designou o sistema como uma baixa chance de se transformar em um ciclone tropical. Embora situada em um ambiente geralmente propício para a formação de um ciclone tropical, a área de baixa pressão moveu-se em direção a Luzon, emergindo no Mar das Filipinas Ocidental com pouca ou nenhuma organização. O sistema de baixa pressão deixou a Área de Responsabilidade das Filipinas e mudou-se em direção ao Mar da China Meridional. Nas horas seguintes, o JTWC aumentou a chance do distúrbio se desenvolver no meio, avaliando que o distúrbio é uma depressão de monção .
No dia seguinte, 31 de julho, a Agência Meteorológica do Japão (JMA) classificou o invest como depressão tropical. Em um ambiente favorável de baixo cisalhamento vertical, excelente escoamento equatorial e temperaturas da superfície do mar de 31 ° C, a depressão continuou a se organizar e, no dia seguinte, o JMA atualizou o status da depressão para uma tempestade tropical, batizando-a de Sinlaku . O JTWC mais tarde seguiria o exemplo, elevando a tempestade de monções ao status de tempestade tropical. Sinlaku mais tarde não se intensificou ainda mais, embora a JMA disse que a pressão da tempestade baixou para 992 hPa (29,29 inHg). A tempestade mais tarde atingiria o norte do Vietnã, e ambas as agências emitiram avisos finais sobre Sinlaku.

## Preparações e impacto

### Filipinas
Como uma área de baixa pressão, Sinlaku despejou fortes chuvas associadas às monções do sudoeste sobre as regiões de Luzon e Visayas. Depois de cruzar Luzon, a tempestade saiu da Área de Responsabilidade das Filipinas, mas intensificou as monções.

### Vietnã
Em preparação para a tempestade, as autoridades da província de Nghệ An retiraram de volta mais de 3.000 navios que transportavam mais de 15.000 marinheiros para a costa. O primeiro-ministro do Vietnã, Nguyễn Xuân Phúc, pediu aos ministérios e agências relevantes "que permaneçam atualizados sobre os desdobramentos da tempestade e preparem cenários para os possíveis riscos de inundações repentinas, deslizamentos de terra e inundações severas".
Perto da costa norte, Sinlaku causou fortes chuvas em toda a área, danificando mais de 4.000 hectares de plantações e mais de 9.000 hectares de plantações de arroz. A tempestade danificou mais de 1.400 casas, com 32 casas sendo inundadas com 30-40 centímetros. Duas pessoas morreram, uma nas províncias de Hoa Binh e Quang Ninh, e duas ficaram feridas na província de Lam Dong . Uma tempestade quebrou 29 árvores nos distritos de Hanói . O serviço de mapeamento por satélite de emergência Copernicus foi ativado em 3 de agosto para apoiar a avaliação de danos no norte do Vietnã. Os danos totais foram de cerca de 300 bilhões de ng (US $ 12,94 milhões).

### Tailândia
Movendo-se em direção à Tailândia, as fortes chuvas de Sinlaku causaram enchentes que causaram a morte de duas pessoas. Na província de Loei, a tempestade trouxe fortes chuvas e inundações repentinas, submergindo cerca de 550 famílias e danificando terras agrícolas na província. No total, 1.399 famílias foram afetadas pelas enchentes.

### Laos
Na província de Xayaboury, mais de 1.000 pessoas foram afetadas e mais de 200 casas foram danificadas.